# NGC 4076
NGC 4076 é uma galáxia espiral (Sab) localizada na direcção da constelação de Coma Berenices. Possui uma declinação de +20° 12' 16" e uma ascensão recta de 12 horas, 04 minutos e 32,6 segundos.
A galáxia NGC 4076 foi descoberta em 27 de Abril de 1785 por William Herschel.